# 江南市立古知野中学校
江南市立古知野中学校（こうなんしりつ こちのちゅうがっこう）は、愛知県江南市高屋町にある市立中学校。地元では「古中」（こちゅう）と呼ばれる。

## 概要
- 江南駅からおよそ半径1～2キロの範囲を校区としており、江南市で一番規模の大きい中学校であり、過去2度にわたり校区の分離・分割が行なわれた。現在の校区は古知野東小学校区域の全域と、古知野南小学校区域の大半(古知野町など)及び門弟山小学校区域の過半（飛高町など）だが、現在江南市立北部中学校（旧名・草井中学校から学区調整で移転改名）の区域となっている古知野北小学校区域もかつては当校の区域に含まれ、また江南市立西部中学校(古知野西小学校区域全域及び古知野南小学校区域の一部が校区)は当校の分割・新設により開校された。
- 伝統を重んずる校風がある。平成29年度まで、男子生徒に学生帽の着帽を義務づけていた。
- 学校周辺は土地が低く、大雨の時には道路が冠水することもある。

## 沿革
- 1947年4月 - 学校教育法により古知野町立古知野中学校創立。本校を古知野町立実践女学校（女学校はのち尾北高校に統合）内に、分校を町内4小学校におき校区生徒を収容する。
- 1948年3月 - 女学校跡地に建設された新校舎に移転
- 1948年10月 - 本校竣工式
- 1954年6月 - 古知野町・布袋町・宮田町・草井村の合併により、江南市制発足。校名が江南市立古知野中学校となる。
- 1965年4月 - 古知野北小学校の区域全域の生徒が江南市立北部中学校（旧・草井中学校の移転改名）へ異動。
- 1968年10月 - 北館起工
- 1969年9月 - 北館（鉄筋コンクリート3階建て）竣工
- 1970年1月 - 学校体育研究優良校として県表彰を受ける
- 1972年10月 - 学校体育研究優良校として全国表彰を受ける
- 1973年2月 - 南館一部竣工
- 1977年3月 - 全校舎完成
- 1978年3月 - 緑化事業、アメリカハナミズキ植樹
- 1982年4月 - 当校の校区分割により江南市立西部中学校を新設。古知野西小学校区域の全域及び古知野南小学校区域のうち赤童子町西部、大間町に住む生徒が同校へ異動。
- 1984年4月 - 校訓「誠実・創造・剛健」制定
- 1987年11月 - 創立40周年記念文化の集い
- 1986年3月 - 第1回立志式
- 1991年4月 - 男子生徒の頭髪を丸刈りと定める規定（丸刈り校則）を撤廃
- 1994年10月 - 雨水貯留施設築造
- 1995年4月 - 学校週5日制に伴う、月2回の休業土曜日
- 1996年11月 - 創立50周年記念式典
- 1998年3月 - 創立50周年記念庭園「望の苑」除幕式
- 2000年9月 - コンピュータ室インターネット接続開始
- 2002年4月 - 学校週5日制完全実施開始
- 2004年7月 - 陸上競技部県大会男女総合優勝
- 2006年8月 - 校内LAN整備
- 2007年8月 - 創立60周年記念壁画「大いなる木の前で」完成
- 2007年11月 - 創立60周年記念式典
- 2008年5月 - ホームページ開設
- 2008年11月 - PTA文部科学大臣賞受賞
- 2010年3月 - 古知野中学校新プール竣工
- 2010年12月 - 耐震工事完了
- 2012年3月 - 新体育館竣工
- 2012年9月 - 南館改修工事完了
- 2014年11月 - 駅伝部女子県大会優勝　全国大会出場
- 2015年11月 - 駅伝部男子県大会優勝　全国大会出場
- 2016年11月 - 駅伝部女子県大会準優勝
- 2017年7月 - 陸上競技部県大会男子総合準優勝
- 2017年10月 - 創立70周年記念式典
- 2018年4月 - 男子生徒の制帽（黒色学生帽）を廃止
- 2018年7月 - 陸上競技部県大会男子総合優勝
- 2023年4月 - 市内の他中学校と同時にブレザー制服を導入（旧来の詰襟学生服・セーラー服との選択制）

## 学校行事
- 4月 - 入学式・1学期始業式、通学路確認、健康診断、避難訓練、学級写真、授業参観・PTA総会・学生服等リユース活動、新入生歓迎会、学年説明式、前期任命式
- 5月 - 授業参観、生徒総会、１年生仲間づくり講座、2年自然教室、3年修学旅行、リサイクル活動、（健康診断）、スマホ教室
- 6月 - 1年校外学習、第1回定期テスト、生徒会アワー、３年高校教師の話を聞く会、３年思春期健康教室、情報モラル学習、部活動激励会、２年いのちの授業、（健康診断）
- 7月 - 保護者会、1学期終業式、管内大会、西尾張大会、県大会
- 8月 - 夏休み（リサイクル回収活動[夏休みの課題提出]、東海大会、全国大会）
- 9月 - 2学期始業式、体育祭、福祉実践教室、第2回定期テスト、総合避難訓練、生徒会役員選挙
- 10月 - 管内駅伝大会、2年職場体験、1・3年校外学習、３年実力テスト
- 11月 - 文化の集い、生徒会アワー、芸術鑑賞会、授業参観・資源回収・学生服等リユース活動、合唱コンクール、第3回定期テスト
- 12月 - 保護者会、人権啓発活動、終業式
- 1月 - 始業式、総合テスト、競書会、避難訓練、3年保護者会、学級討論会、入学説明会
- 2月 - 生徒総会、第4回定期テスト、卒業生を送る会
- 3月 - 卒業式、生徒会役員選挙、修了式

## 校区
- 江南市立古知野東小学校（全域）
- 江南市立古知野南小学校（赤童子町西部、大間町を除く。同校校区の8割ほど）
- 江南市立門弟山小学校（古知野町花霞、飛高町など、同校校区の過半）

## 校区内の主な施設
- 愛知県立古知野高等学校
- 愛知県立江南高等学校
- 江南市民文化会館
- 江南市役所
- 古知野神社
- 北野天神社
- 名鉄犬山線江南駅
- 江南厚生病院(同院の前身の1つであった旧愛知厚生連昭和病院も校区内（野白町）に所在していた）
- 愛知北農業協同組合（ＪＡ愛知北）本店、江南支店(同一建物内、旧・昭和病院の向い側に所在)
- 江南商工会議所
- 江南市消防本部
- 大阪屋ショップ　江南店（スーパーマーケット）
- トップワン（スーパーマーケット）

滝学園(滝中学校・滝高校)は現在は西部中学校区域内（東野町）となるが、学校の分割前は当校校区に含まれていた。

## 交通
- 名古屋鉄道犬山線江南駅より徒歩12分（800m）